# Eupatorium leucolepis
Eupatorium leucolepis е вид многогодишно растение от семейство Сложноцветни (Asteraceae). Видът е незастрашен от изчезване.

## Разпространение
Видът произхожда от източните крайбрежия на Съединените щати, от Ню Йорк до източен Тексас, с разпръснати популации навътре до Кентъки и Западна Вирджиния.